# 蕭昕
萧昕（702年—791年），字中明，河南府（今河南省洛阳市）人，祖籍南兰陵，唐朝大臣，南梁鄱阳王萧恢七世孙。
年轻时补崇文进士，唐玄宗时两举博学宏词科。担任宪部员外郎，为哥舒翰掌书记。唐肃宗时，官至秘书监，唐代宗时转国子祭酒。大历初年出使回纥，有折冲之功。他曾经推荐张镐、来瑱。唐德宗时，朱泚之乱，萧昕徒步至奉天跟随皇帝，官至太子少傅。贞元初年，兼礼部尚书。萧昕致仕，去世后，谥号懿。

## 延伸阅读
[在维基数据编辑]
 在维基文库阅读此作者作品
 《舊唐書·卷146》，出自刘昫《舊唐書》
 《新唐書·卷159》，出自《新唐書》